# Anders Silfverling
Andreas (Anders) Silfverling, död 1663 i Vadstena, var en svensk stenhuggare.
Han var far till stenhuggaren Jan Silfverling och farfar till slottsbildhuggaren Jonas Silfverling. Han tillhörde en från Tyskland inflyttad hantverkssläkt som flyttade till Sverige 
1620-talet. Han blev borgare i Vadstena och anställdes där vid de avslutande arbetena på Vadstena slott.